# تیپ ۱ مهاجم-چترباز (یونان)
تیپ ۱ مهاجم-چترباز یونان (یونانی: 1η Ταξιαρχία Kαταδρομών-Αλεξιπτωτιστών «Ελ Αλαμέιν») تیپی از ۳ هنگ نیروهای ویژه نیروی زمینی یونان است، که در سال ۱۹۹۶ تأسیس شد.
یک تشکیلات در اندازه تیپ از پیاده‌نظام سبک نخبه یونانی و نیروهای عملیات ویژه است. این تشکیلات بیشتر به عنوان نیروهای مهاجم شناخته می‌شود.